# Mike Person
Michael Sean Person (Glendive, 26 settembre 1992) è un ex giocatore di football americano e allenatore di football americano statunitense che ha giocato nel ruolo di offensive guard.

## Carriera

### San Francisco 49ers
Person fu scelto dai San Francisco 49ers nel corso del settimo giro (239º assoluto) del Draft NFL 2011. Fu svincolato il 31 agosto 2012.

### Indianapolis Colts
Person firmò con gli Indianapolis Colts il 1º settembre 2012. Fu svincolato nove giorni dopo.

### Seattle Seahawks
Person firmò con la squadra di allenamento dei Seattle Seahawks il 13 settembre 2012. Fu promosso nel roster attivo il 30 ottobre 2012. Fu svincolato il 14 settembre 2013.

### St. Louis Rams
Person firmò con i St. Louis Rams il 17 settembre 2013.

### Atlanta Falcons
Person firmò con gli Atlanta Falcons il 10 marzo 2015. Fu svincolato il 25 ottobre 2016.

### Kansas City Chiefs
Il 2 novembre 2016, Person firmò con i Kansas City Chiefs. Il 10 marzo 2017 firmò un rinnovo contrattuale. Fu svincolato il 2 settembre 2017.

### Indianapolis Colts
Il 3 ottobre 2017, Person firmò per fare ritorno ai Colts. Disputò 12 partite di cui 4 come titolare al posto dell'infortunato Ryan Kelly.

### San Francisco 49ers
Il 9 maggio 2018, Person firmò con i San Francisco 49ers. In quella stagione fu nominato guardia destra titolare, iniziano tutte le 16 gare come partente. Il 3 marzo 2019, Person firmò un'estensione contrattuale triennale del valore di 9 milioni di dollari con la franchigia. Il 2 febbraio 2020 partì come titolare nel Super Bowl LIV ma i 49ers furono sconfitti per 31-20 dai Kansas City Chiefs.

## Palmarès
- National Football Conference Championship: 1

San Francisco 49ers: 2019